# Ligne 3 du métro de Mexico
Pour les articles homonymes, voir Ligne 3.
La ligne 3 est une des douze lignes du métro de Mexico, au Mexique.
Elle comporte 21 stations réparties sur 23,6 km.

## Histoire

### Chronologie
- juin 1968 : lancement des travaux de la ligne
- 20 novembre 1970 : mise en service de la ligne entre Tlatelolco et Hospital General
- 25 août 1978 : prolongement de Tlatelolco à La Raza
- 1er décembre 1979 : prolongement de La Raza à Indios Verdes
- 7 juin 1980 : prolongement de Hospital General à Centro Médico
- 25 août 1980 : prolongement de Centro Médico à Zapata
- 30 août 1983 : prolongement de Zapata à Universidad

### Liste des stations
- Indios Verdes
- Deportivo 18 de Marzo
- Potrero
- La Raza
- Tlatelolco
- Guerrero
- Hidalgo
- Juárez
- Balderas
- Niños Héroes
- Hospital General
- Centro Médico
- Etiopía-Plaza de la Transparencia
- Eugenia
- División del Norte
- Zapata
- Coyoacán
- Viveros-Derechos Humanos
- Miguel Ángel de Quevedo
- Copilco
- Universidad

### Stations ayant changé de nom
- Basilica est devenue Deportivo 18 de Marzo le 24 septembre 1996